# Målkultur
Målkultur menar inom översättningsvetenskapen den sociokulturella ram och kontext i vilken en översatt eller tolkad text är avsedd att spridas och fungera.